# Cheval attaqué par un jaguar
Cheval attaqué par un jaguar est un tableau réalisé par le peintre français Henri Rousseau vers 1910. Cette peinture s'inscrit dans l'imaginaire des jungles, qui est très présent dans les arts à cette époque.
L'artiste est particulièrement reconnu pour ce type de peintures.
Cette huile sur toile naïve représente un cheval blanc assailli par un jaguar, dans une jungle dont la végétation envahissante semble participer à l'agression. 
Elle est conservée au musée des Beaux-Arts Pouchkine, à Moscou, en Russie.